# 末広町 (青梅市)
末広町（すえひろちょう）とは東京都青梅市の地名である。現行行政地名は末広町一丁目及び末広町二丁目。郵便番号は198-0025。青梅市においては新町地区に属する。

## 地理
青梅市の東部にあり、北と東隣に新町、南に羽村市栄町と隣接している。

## 歴史
1966年4月に西多摩郡羽村町（現在の羽村市）から西東京工業団地造成による区画整理事業で編入された。
2021年10月に末広町一丁目の遊歩道において、市が管理しない桜の樹2本が伐採された。

## 世帯数と人口
2018年（平成30年）1月1日現在の世帯数と人口は以下の通りである。
| 丁目         | 世帯数  | 人口    |
| ------------ | ------- | ------- |
| 末広町一丁目 | 123世帯 | 208人   |
| 末広町二丁目 | 435世帯 | 962人   |
| 計           | 558世帯 | 1,170人 |

## 小・中学校の学区
市立小・中学校に通う場合、学区は以下の通りとなる。
| 丁目         | 番地 | 小学校             | 中学校             |
| ------------ | ---- | ------------------ | ------------------ |
| 末広町一丁目 | 全域 | 青梅市立新町小学校 | 青梅市立新町中学校 |
| 末広町二丁目 | 全域 | 青梅市立新町小学校 | 青梅市立新町中学校 |

## 交通

### 道路
- 東京都道249号福生青梅線（西多摩産業道路）

### バス
- 西東京バス
  - 西東京工業団地内に西東京バス青梅営業所が所在する。

## 主な施設
- 西東京工業団地
  - 住友金属鉱山青梅事業所
  - タチエス
  - 青梅ガスエコステーション
  - Landport青梅 - 東芝青梅事業所（東芝青梅ラグビー部の拠点であった）跡地に建てられた野村不動産が運営する物流施設。
    - Landport青梅 I - 日野自動車株式会社 日野グローバルパーツセンター
    - Landport青梅 II - サントリースピリッツ青梅第一倉庫（鴻池運輸）
    - Landport青梅 III - Amazon(アマゾンジャパン合同会社)青梅フルフィルメントセンター

- 東京海道病院
- ファミリーマート青梅末広町二丁目店
- そうしんホール青梅
- 青梅末広郵便局
- 末広公園